# Пошон, Эрнст
Эрнст Пошо́н (фр. Ernst Pochon) — швейцарский кёрлингист.
В составе мужской сборной Швейцарии участник чемпионата мира 1970 (заняли шестое место).
Играл на позиции второго, был скипом команды.

## Команды
| Сезон   | Четвёртый     | Третий     | Второй      | Первый       | Турниры           |
| ------- | ------------- | ---------- | ----------- | ------------ | ----------------- |
| 1969—70 | Ролан Шенкель | Поль Метро | Эрнст Пошон | Мишель Вейль | ЧМ 1970 (6 место) |

(скипы выделены полужирным шрифтом)

## Частная жизнь
Из семьи кёрлингистов. Женат на сестре Ролана Шенкеля, скипа команды, в которой он выступал на чемпионате мира 1970, Урсуле Пошон (фр. Ursula Schenkel, Ursula Pochon), которая работает на Ассоциацию кёрлинга Швейцарии (Swisscurling) более 50 лет. Их с Урсулой дочь Беатрис Майер (фр. Béatrice Meier) является (по состоянию на 2022) многолетним президентом спортивного клуба (в т.ч. и кёрлинг-клуба) Curling Club Lausanne Olympique, а до того как кёрлингистка в составе женской сборной Швейцарии выиграла серебряные медали на чемпионате Европы 1986.